# Phalloceros megapolos
Espèce
Synonymes
Phalloceros megapolos est une espèce de poissons du genre Phalloceros et de la famille des Poeciliidae.

## Étymologie
Phalloceros : du grec phallos = pénis et du grec keras = corne.

## Répartition géographique
Cette espèce est endémique d'Amérique du Sud : au Brésil dans les bassins hydrographiques du rio São João et rio Cubatão et les petits bassins versants adjacents, qui se jette dans la baie de Sao Vicente dans l'État du Paraná.